# Mike Okoro
Mike Emmanuel Okoro (ur. 30 grudnia 1981 w Enugu) – nigeryjski piłkarz występujący na pozycji napastnika.

## Kariera klubowa
Grę w piłkę nożną rozpoczął w wieku 13 lat w klubie Kogi United FC z miasta Lokoja. Następnie trenował w Bendel Insurance FC, gdzie w 1998 roku rozpoczął karierę na poziomie seniorskim w Nigeria Premier League. Na początku 2000 roku, za pośrednictwem menedżera Ryszarda Szustera, został zawodnikiem GKS Katowice (II liga). W rundzie wiosennej sezonu 1999/00 rozegrał 14 ligowych spotkań w których zdobył 1 bramkę w meczu przeciwko KP Konin/Bydgoszcz (4:0). Na zakończenie rozgrywek jego klub zajął w tabeli 2. lokatę, uzyskując tym samym awans do I ligi. Wkrótce po tym Okoro otrzymał zgodę na poszukiwanie nowego pracodawcy i odbył testy w Górniku Zabrze, jednak trener Mieczysław Broniszewski nie zdecydował się go zatrudnić. W trakcie rundy jesiennej sezonu 2000/01, w której nie zaliczył żadnego ligowego występu w barwach GKS Katowice, opuścił zespół.
Jesienią 2000 roku podpisał kontrakt z Amiką Wronki prowadzoną przez Stefana Majewskiego i został włączony do składu drużyny rezerw. 31 marca 2001 zadebiutował w I lidze w przegranym 1:2 meczu ze Stomilem Olsztyn, w którym wszedł na boisko w 83. minucie za Remigiusza Sobocińskiego. W maju 2001 wygrał z Amiką II Puchar Polski na szczeblu okręgu poznańskiego. Ogółem w pierwszym zespole Amiki wystąpił w 2 ligowych spotkaniach oraz 1 meczu Pucharu Ligi, nie zdobył żadnej bramki. Latem 2001 roku odszedł do hinduskiego klubu Indian Telephone Industries, dla którego rozegrał w NFL 20 spotkań i strzelił 7 goli. W kwietniu 2002 roku został graczem Kingfisher East Bengal FC, z którym w sezonach 2002/03 i 2003/04 wywalczył mistrzostwo Indii oraz wygrał Klubowe Mistrzostwa ASEAN 2003, zdobywając bramkę w meczu finałowym przeciwko BEC Tero Sasana FC (3:1).
W sezonie 2004/05 był zawodnikiem występującej w klasie okręgowej Sparty Szamotuły. Latem 2005 roku odbył testy w szwedzkim klubie Landskrona BoIS (Allsvenskan) oraz Lechu Poznań (I liga). We wrześniu 2005 roku powrócił do Kingfisher East Bengal FC, podpisując dziesięciomiesięczną umowę. W latach 2006–2009 był piłkarzem Mohammedan SC, z którego odszedł po spadku z I-League w sezonie 2008/09. W drugiej połowie 2009 roku ponownie grał w Sparcie Szamotuły, skąd w przerwie zimowej sezonu 2009/10 przeniósł się do JTC FC (I-League). Od 2011 roku, w końcowym etapie kariery, grał w polskich amatorskich zespołach występujących na poziomie IV ligi i klasy okręgowej: Gromie Plewiska, Świcie Piotrowo, Pogoni Lwówek oraz Sokole Pniewy.

## Kontrowersje
Będąc zawodnikiem Kingfisher East Bengal FC we wrześniu 2003 roku został ukarany grzywną 30 tys. rupii i jednym meczem zawieszenia za naruszenie nietykalności cielesnej sędziego podczas spotkania ligowego. W marcu 2006 roku oznajmił publicznie, iż nie ma więcej ochoty występować w tym klubie i byłby skłonny przenieść się do Mohun Bagan AC. Przed sezonem 2007/08 został ukarany grzywną 1,2 mln rupii za podpisanie umowy z klubem JCT FC, mimo obowiązywania jego kontraktu z Mohammedan SC. W grudniu 2008 roku, podczas trakcie sesji treningowej Mohammedan SC, uderzył w twarz dziennikarza, co wywołało szarpaninę pomiędzy obecnymi na obiekcie zawodnikami, działaczami i kibicami.

## Życie prywatne
Należy do grupy etnicznej Ibo. We wrześniu 2003 roku jego córka Juliette, którą miał z ówczesną żoną Melline, zmarła w dwa miesiące po urodzeniu. W 2006 roku wraz ze swoją irlandzką partnerką Barbarą Ryan adoptował hinduską dziewczynkę imieniem Matee.

## Sukcesy
Kingfisher East Bengal FC
- mistrzostwo Indii: 2002/03, 2003/04
- Klubowe Mistrzostwa ASEAN: 2003

Amica II Wronki
- Okręgowy Puchar Polski: 2000/01